# Blaming the victim : How Global Journalism Fails Those in Poverty
 (octobre 2024).
La mise en forme du texte ne suit pas les recommandations de Wikipédia : il faut le « wikifier ».
Les points d'amélioration suivants sont les cas les plus fréquents :
- Les titres sont pré-formatés par le logiciel. Ils ne sont ni en capitales, ni en gras.
- Le texte ne doit pas être écrit en capitales (les noms de famille non plus), ni en gras, ni en italique, ni en « petit »…
- Le gras n'est utilisé que pour surligner le titre de l'article dans l'introduction, une seule fois.
- L'italique est rarement utilisé : mots en langue étrangère, titres d'œuvres, noms de bateaux, etc.
- Les citations ne sont pas en italique mais en corps de texte normal. Elles sont entourées par des guillemets français : « et ».
- Les listes à puces sont à éviter, des paragraphes rédigés étant largement préférés. Les tableaux sont à réserver à la présentation de données structurées (résultats, etc.).
- Les appels de note de bas de page (petits chiffres en exposant, introduits par l'outil «  Source ») sont à placer entre la fin de phrase et le point final[comme ça].
- Les liens internes (vers d'autres articles de Wikipédia) sont à choisir avec parcimonie. Créez des liens vers des articles approfondissant le sujet. Les termes génériques sans rapport avec le sujet sont à éviter, ainsi que les répétitions de liens vers un même terme.
- Les liens externes sont à placer uniquement dans une section « Liens externes », à la fin de l'article. Ces liens sont à choisir avec parcimonie suivant les règles définies. Si un lien sert de source à l'article, son insertion dans le texte est à faire par les notes de bas de page.
- La présentation des références doit suivre les conventions bibliographiques. Il est recommandé d'utiliser les modèles {{Ouvrage}}, {{Chapitre}}, {{Article}}, {{Lien web}} et/ou {{Bibliographie}}. Le mode d'édition visuel peut mettre en forme automatiquement les références.
- Insérer une infobox (cadre d'informations à droite) n'est pas obligatoire pour parachever la mise en page.

Pour une aide détaillée, merci de consulter Aide:Wikification.
Si vous pensez que ces points ont été résolus, vous pouvez retirer ce bandeau et améliorer la mise en forme d'un autre article.
 (octobre 2024).
Si vous disposez d'ouvrages ou d'articles de référence ou si vous connaissez des sites web de qualité traitant du thème abordé ici, merci de compléter l'article en donnant les références utiles à sa vérifiabilité et en les liant à la section « Notes et références ».
Blaming the victim: How Global Journalism Fails Those in Poverty (Blâmer la victime : comme le journalisme  mondial maltraite les personnes pauvres) est un essai publié par Jairo Lugo-Ocando en 2015.
Jairo Lugo-Ocando critique la représentation dans les médias de la pauvreté comme un problème marginal, périphérique, alors que 80% de la population mondiale vit avec moins de 10 dollars par jour. Le journalisme contribue ainsi selon lui à l'exclusion des pauvres. 
De plus, l'auteur souligne le fait que les médias ne donnent que des explications simplistes de la pauvreté en prenant soin de ne pas remettre en cause les rapports de domination existants. Le plus souvent les journalistes se contentent de décrire les symptômes de la pauvreté, la manière dont elle se manifeste, et passent sous silence la manière se fabrique la pauvreté, les processus qui la produisent et l'entretiennent.   
Les médias ont tendance également à célébrer la philanthropie des riches, au moment même où les inégalités s'aggravent.
L'auteur reconnaît que la plupart des journalistes ne maltraitent pas sciemment les pauvres dans leurs reportages et que leurs biais sont inconscients. La raison pour laquelle les professionnels des médias occultent les causes structurelles de la pauvreté est à trouver selon lui dans la catégorie socio-professionnelle où ils se recrutent : la majorité ne sont pas issus de milieux pauvres , il n'en ont aucune expérience professionnelle ; aussi se bornent-ils, sous couvert d'"objectivité" à sélectionner dans le réel ce qui conforte les hiérarchies socio-économiques.